# GLORY 8 TOKYO
GLORY 8 TOKYO -65kg SLAM（ぐろーりー えいと とうきょう アンダーシックスティファイブキログラム スラム）は、ヨーロッパのキックボクシング団体「GLORY」の大会の一つ。2013年5月3日、東京都江東区の有明コロシアムで開催された。

## 大会概要
本大会は、グローリー・スポーツ・インターナショナル（GSI）が開催する2013年の4興行目となりGLORY World Seriesの第8戦となる大会である。

本トーナメントの優勝賞金は$100,000。
今大会は2013年のGLORY大会としては初のトーナメントを行う大会となり2013年日本での初開催となる。

世界一を争う階級は-65kgとなり、組み合わせは厳正なる抽選の上確定する。

GLORY8開始前に-85kgでのRoad to GLORY JAPANも併せて行うことが発表されており、ロング興行となる。

## イベント名
イベント名は、GLORY World Seriesの第8回大会である所から名付けられた。

## 公式ルール

### -65kg SLAM
FINAL8、FINAL4については、3分3R(延長1R)で行われ1R中に2回のノックダウンもしくは1試合中に3回のノックダウンでTKOとなる。

FINALは3分3R(延長2R）で行われ1R中に3回のノックダウンもしくは1試合中に4回のノックダウンでTKOとなる。

延長の際は、延長の最終ラウンド(FINAL8とFINAL4は1R終了後、FINALは2R終了後)において必ずマスト判定となる。

### スーパーファイト
スーパーファイトについてはFINAL8、FINAL4と同様のルールで争われる。

### その他
首相撲からの攻撃を3秒間は認められる。

オープンスコアを採用し、各ラウンドごとに採点結果を明らかにする。

## 出場選手

### -65kg SLAM
久保優太
 野杁正明 (Road to GLORY JAPAN -65kg SLAM優勝者)
 モサブ・アムラーニ
 アブデラ・エズビリ
 マーカス・ヴィニシウス
 イム・チビン
 リアム・ハリソン
 ガブリエル・バルガ

### -65kg SLAM リザーブファイト
小宮由紀博 vs.  アンドレ・ブルール
 藤田ゼン vs.  チョンレック・スーパープロ・サムイ

### スーパーファイト
ピーター・アーツ vs.  ジャマール・ベン・サディック
 ジェロム・レ・バンナ vs.  KOICHI
 アルバート・クラウス vs.  アンディ・リスティ
 佐藤嘉洋 vs.  イ・ソンヒョン

## 試合結果

### 第1部 Road to GLORY JAPAN -85kg
第1試合 スーパーファイト ライト級(−70kg) 3分3R
×  ダニロ・ザノリニ vs  廣野祐 ○
3R終了 判定 0-2
第2試合 -85kg 4men tournament FINAL4 3分3R
○  マグナム酒井 vs  松本哉朗 ×
3R 判定 3-0
第3試合 -85kg 4men tournament FINAL4 3分3R
×  新村優貴 vs  清水賢吾 ○
3R終了 判定 0-3
第4試合 スーパーファイト −61kg 3分3R
×  "狂拳"竹内裕二 vs  稲石竜弥 ○
3R終了 判定 1-2
第5試合 スーパーファイト −55kg 3分3R
○  Dyki vs  ジャン・ヨンホ ×
1R 1分22秒 KO (右フック)
第6試合 -85kg 4men tournament FINAL 3分3R
×  マグナム酒井 vs  清水賢吾 ○
3R終了 判定 0-2

### 第2部 GLORY8TOKYO -65kg SLAM
第1試合 -65kg SLAM 第1リザーブファイト 3分3R
○  アンドレ・ブルール vs  小宮由紀博 ×
3R終了 判定 143-142
第2試合 -65kg SLAM 第2リザーブファイト 3分3R
○  チョンレック・スーパープロ・サムイ vs  藤田ゼン ×
3R終了 判定 146-139
第3試合 -65kg SLAM FINAL8 3分3R
○  モサブ・アムラーニ vs  マーカス・ビニシウス ×
3R終了 判定 150-135
第4試合 -65kg SLAM FINAL8 3分3R
×  リアム・ハリソン vs  野杁正明 ○
2R 1分6秒 TKO(ドクターストップ：左膝蹴りによる右まぶたのカット)
第5試合 -65kg SLAM FINAL8 3分3R
×  アブデラ・エズビリ vs  ガブリエル・バルガ ○
3R終了 判定 136-149
第6試合 -65kg SLAM FINAL8 3分3R
○  久保優太 vs  イム・チビン ×
2R 2分58秒 KO(左膝蹴り)
第7試合 スーパーファイト GLORYライト級(-70kg) 3分3R
○  佐藤嘉洋 vs  イ・ソンヒョン ×
3R終了 判定 144-141
第8試合 スーパーファイト GLORYヘビー級(+95kg) 3分3R
○  ジェロム・レ・バンナ vs  KOICHI ×
3R終了 判定 150-135
第9試合 -65kg SLAM FINAL4 3分3R
×  モサブ・アムラーニ vs  野杁正明 ○
3R終了 判定 141-144
第10試合 -65kg SLAM FINAL4 3分3R
×  ガブリエル・バルガ vs  久保優太 ○
3R終了 判定 140-145
第11試合 スーパーファイト GLORYライト級(-70kg) 3分3R
×  アルバート・クラウス vs  アンディ・リスティ ○
2R 27秒 KO(右飛び膝蹴り)
第12試合 スーパーファイト GLORYヘビー級(+95kg) 3分3R
○  ピーター・アーツ vs  ジャマール・ベン・サディック ×
2R 2分28秒 TKO(1R中の3ノックダウン)
第13試合 -65kg SLAM FINAL 3分3R
×  野杁正明 vs  久保優太 ○
3R終了 判定 139-146